# 1973年以色列議會選舉

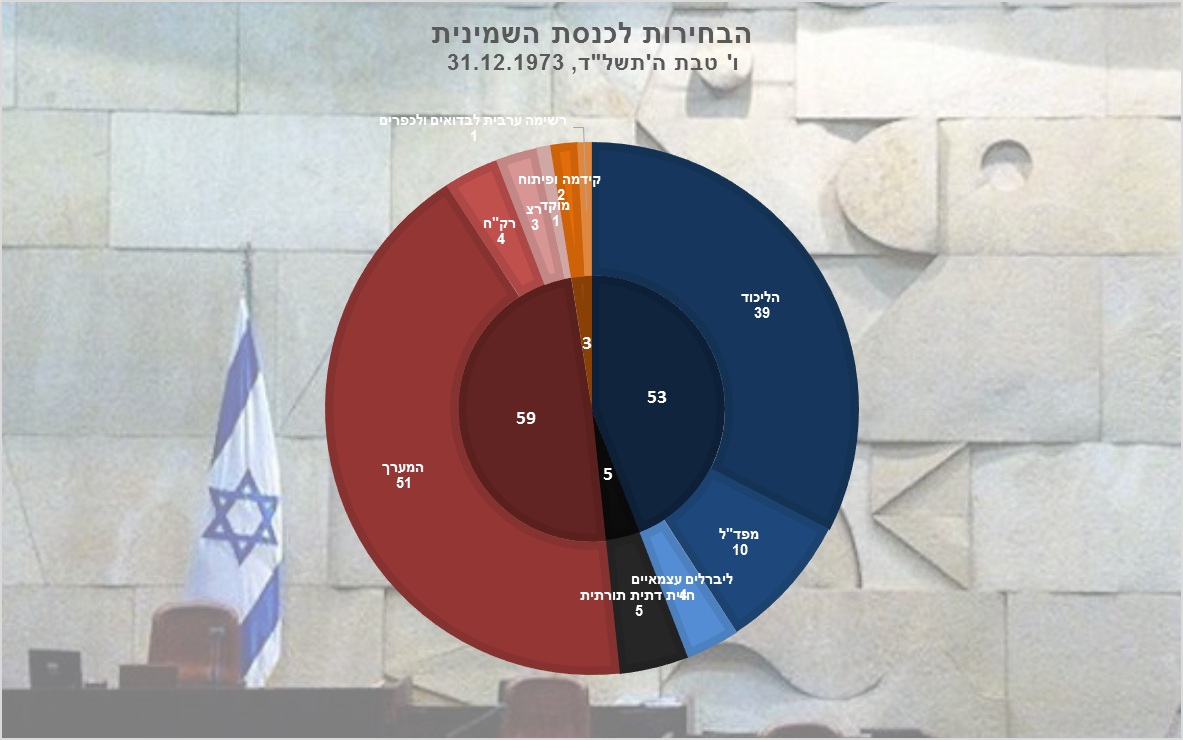

1973年以色列議會選舉舉行於1973年12月31日，選出第八屆以色列議會的120名議員，投票率有78.6%。受贖罪日戰爭的影響，這次選舉延期了兩個月。工黨維持了其最大政黨的地位，獲得51個席次。

## 外部連結
- Historical overview of the Eighth Knesset （页面存档备份，存于） Knesset
- Election results （页面存档备份，存于） Knesset